# Precinct de Sunfield
Le precinct de Sunfield est un precinct électoral du comté de Perry dans l'Illinois, aux États-Unis. En 2010, ce precinct comptait une population de 1 112 habitants.